# Dương Bạch Liên
Dương Bạch Liên (sinh 1925) là một nhà cách mạng và chính khách Việt Nam. Ông là Bộ trưởng Bộ Giao thông Vận tải thập niên 1970.

## Tiểu sử
Ông quê ở tỉnh Hải Dương, công tác nhiều năm trong ngành giao thông vận tải.
Năm 1946 ông được bầu làm thành viên Ban chấp hành Trung ương Việt Nam công nhân Hỏa xa cứu quốc cùng các đồng chí Trần Anh Liên, Nguyễn Đăng.
Năm 1953 ông chỉ huy Tổng đội đảm bảo giao thông cung đường Nghĩa Lộ đến Tạ Khoa trong chiến dịch Điện Biên Phủ.
Năm 1956 ông được cử làm Thư ký Công đoàn Đường sắt Việt Nam.
Thập niên 1960 ông giữ chức Thứ trưởng Bộ Giao thông Vận tải thay thứ trưởng bộ giao thông vận tải Nguyễn Phúc Thông , đóng vai trò lớn trong hoạt động đảm bảo giao thông chi viện cho chiến trường trong thời gian miền bắc bị máy bay Mỹ ném bom.
Ngày 28/3/1974 ông giữ chức Bộ trưởng Bộ Giao thông Vận tải (đến 1976) thay cho Bộ trưởng Phan Trọng Tuệ giữ chức Phó Thủ tướng Chính phủ, Quyền Bí thư Đảng ủy Bộ Giao thông Vận tải.
Từ năm 1975 đến năm 1976, ông là Đại biểu Quốc hội Việt Nam khóa 5 thuộc đoàn đại biểu Quốc hội tỉnh Quảng Bình.
Năm 1977, ông chuyển sang Ủy ban Kế hoạch Nhà nước giữ chức vụ Phó Chủ nhiệm.
Năm 1980, ông quay lại chức vụ Thứ trưởng Bộ Giao thông Vận tải.
Năm 1982 - 1986, ông được bổ nhiệm chức vụ Phó Viện trưởng Viện nghiên cứu quản lý kinh tế Trung ương.